# Unitary authority
Unitary authority jsou v Anglii typem samostatného správního obvodu, který obvykle plní funkce hrabství i distriktů. Typicky zahrnuje oblast měst a jejich okolí, která jsou dostatečně velká, aby mohla zajišťovat agendy, které v jiných oblastech patří do správy hrabství. Rada těchto celků je většinou v hranicích obvodu jediným správním orgánem (jednoúrovňový systém samosprávy).
Podobně fungují unitary authorities na Novém Zélandu, kdežto v Severním Irsku, Skotsku a Walesu je od roku 1996 celá samospráva jednostupňová.

## Historie
Roku 1889, kdy byly zřízeny rady hrabství, byly vytvořeny i městská hrabství (county borough), nezávislá na správních orgánech hrabství, k nimž předtím náležela. Většinou se jednalo o oblasti velkých měst. Roku 1974 byly tyto jednotky zrušeny a byl ustanoven dvoustupňový systém samosprávy.
V 90. letech 20. století se ukázalo, že dvouúrovňový systém samosprávy je v některých oblastech komplikovaný a neefektivní. Mnoho rad velkých správních celků získalo zpět pravomoci, které měly před rokem 1974. Pro tyto samostatné jednotky se začal používat pojem unitary authority. I když vzniklo mnoho těchto celků a tato tendence je rozšiřována do dalších oblastí, je v Anglii převažujícím stavem dvoustupňový systém samosprávy.

## Výjimky
Ačkoli jsou tyto správní obvody nezávislé na nadřízeném správním celku, nejedná se vždy pouze o jednostupňový systém správy, protože některé činnosti jsou zabezpečovány společnými orgány a institucemi. Typicky se jedná zajištění policejní a požární ochrany, hospodaření s odpadem a podpora veřejné dopravy. Navíc v hranicích některých unitary authority celků existují obce s vlastním správním orgánem.
V některých anglických hrabstvích s malým počtem obyvatel jako jsou například Rutland, Herefordshire a Isle of Wight tvoří samostatný správní obvod celé hrabství. 
Londýnské městské obvody a londýnská City jsou také považovány za typ těchto celků, ačkoli působí v dvouúrovňovém správním systému Velkého Londýna. Isles of Scilly má speciální radu která je označována jako samostatný správní obvod sui generis.